# Lisa Mattson
Lisa Mattson, född 18 april 1918 i Stockholm, död 18 november 1997 i Göteborg, var en svensk redaktör och politiker.
Mattson, som var dotter till undervisningsrådet Ruben Mattson och folkskollärare Ebba Norelius, blev filosofie kandidat vid Uppsala universitet 1941. Hon var medarbetare i Social-Demokraten 1941–1943, i Idun 1944, i Morgon-Tidningen 1945, i Ny Tid 1948–1963 och ordförande i Publicistklubbens västra krets 1954–1961. Hon var ledamot av Sveriges riksdags första kammare 1959–1970 och ledamot av enkammarriksdagen 1971–1983, invald i Göteborgs stads valkrets. Hon var vice ordförande i justitieutskottet 1974–1983, ordförande i Sveriges socialdemokratiska kvinnoförbund 1964–1981 och FN-delegat 1974–1975. Hon deltog i Radioutredningen, Yttrandefrihetens gränser och Yttrandefrihetsutredningen samt i familjelagsakkunniga och Fängelsestraffkommittén.